# Dawn Staley
Dawn Michelle Staley (nacida el 4 de mayo de 1970 en Filadelfia, Pensilvania) es una jugadora y entrenadora de baloncesto estadounidense, que consiguió seis medallas de oro con Estados Unidos, entre mundiales y Juegos. Actualmente es la seleccionadora de Estados Unidos.